# Felicija Bortkevičienė
Felicija Bortkevičienė  (nascida Povickaitė; Império Russo, 1 de setembro de 1873 – Caunas, 21 de outubro de 1945) foi uma política lituana e editora a longo prazo dos periódicos Lietuvos ūkininkas e Lietuvos žinios. Ela teve uma relação social ativa depois que se mudou para Vilnius em 1900 e ficou conhecida como uma organizadora, gerente e tesoureira enérgica e prolífica de inúmeras organizações políticas, culturais e de caridade. Ela se juntou e foi uma das líderes de vários partidos políticos, incluindo o Partido Democrático Lituano, União Camponesa e União Popular Camponesa Lituana. Foi delegada do Grande Seimas de Vilnius (1905), foi eleita para a Assembleia Constituinte da Lituânia (1920) e foi considerada para o cargo de Ministra do Aprovisionamento e Obras Públicas (1918) e Presidente da Lituânia (1926). Bortkevičienė organizou e dirigiu várias organizações de caridade, incluindo aquelas que apoiavam estudantes talentosos, prisioneiros políticos do regime czarista e lituanos prussianos deportados. Ela também foi membro do  movimento de mulheres na Lituânia, sendo um membro ativo da Associação de Mulheres e presidente da União de Mulheres da Lituânia. Por suas várias atividades, Bortkevičienė foi presa e encarcerada várias vezes por diferentes regimes, incluindo a Rússia czarista, a Lituânia independente e a Lituânia da República Socialista Soviética.

## Biografia

### Primeiros anos

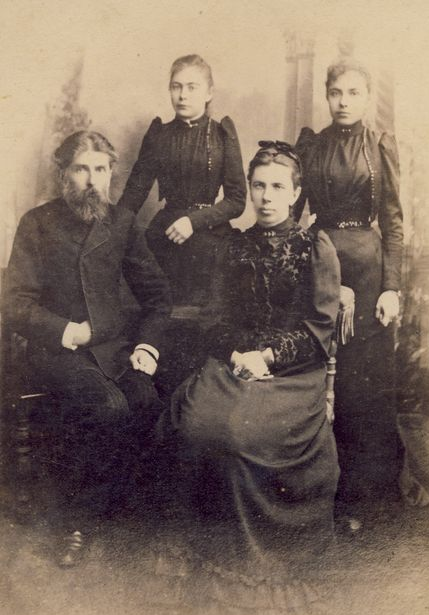
Bortkevičienė ao lado dos seus pais e da sua irmã, 1890

Ela nasceu na Mansão de Linkaučiai, perto de Krekenava, então Império Russo, na família de Juozas Povickas e Antanina Ona Liutkevičiūtė, pequenos nobres lituanos. A mansão da família foi confiscada para a participação na Revolta de 1863 e a família mudou-se para a aldeia de Antakalnis a sudeste de Ukmergė. Vários de seus parentes por parte de mãe morreram na revolta ou foram deportados para a Sibéria. Quando criança, ela visitou seu avô deportado e dois tios em Insar. Como tal, Bortkevičienė cresceu cercado por atitudes anti-czaristas. Ela falava pouco lituano que aprendeu com sua mãe. Seu pai falava polonês, mas se considerava lituano (ver identidade polaco-lituana). Por sua própria admissão, ela não sabia nada sobre o Despertar Nacional da Lituânia antes de 1889.
Ela foi alfabetizada em casa antes de frequentar o Ginásio Feminino Marinskaja em Caunas nos anos de 1885–1889. Ela foi expulsa da escola por incentivar outras cinco meninas a desobedecerem a um novo requisito para orar em uma Igreja Ortodoxa Oriental, mas depois de muita dificuldade, conseguiu ser admitida no Ginásio Feminino de Vilnius e se formar em 1890. Durante um ano, ela estudou história polonesa e língua francesa na secreta Universidade Flying de Varsóvia. Após seu retorno, ela trabalhou em um banco em Ukmergė com seu pai até sua morte em 1898.  Essa experiência foi particularmente necessária anos depois em sua vida, quando ela organizou as finanças de várias organizações. Em 1899, ela se casou com o engenheiro e amigo de infância Jonas Bortkevičius (1871–1909) – ele não era de origem nobre e sua família desaprovou o casamento. Os recém-casados mudaram-se para Vilnius, capital da Lituânia, onde se envolveram na vida pública. Ela estudou a língua lituana e se apaixonou por seu renascimento.

### Antes da Primeira Guerra Mundial

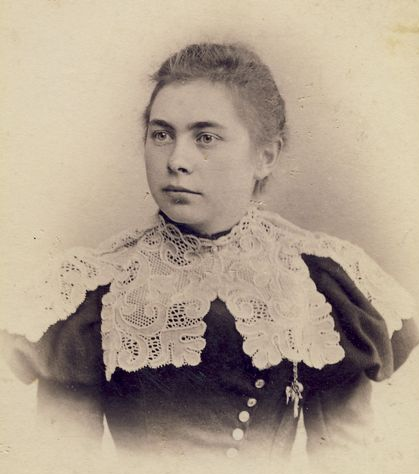
Bortkevičienė em 1890

Em Vilnius, Bortkevičienė juntou-se a uma sociedade ilegal de intelectuais, mais tarde conhecida como os Doze Apóstolos de Vilnius. Através do contrabandista de livros Motiejus Baltūsis, Bortkevičienė obteve acesso aos jornais ilegais lituanos Varpas, Ūkininkas e Naujienos. Após a prisão de Baltūsis em 1902, ela se envolveu no contrabando de livros e na publicação desses jornais. Ela enviava manuscritos aos editores e arrecadava dinheiro para suas despesas. Algumas das publicações ilegais estariam escondidas na Igreja de São Nicolau. Ela se tornou membro do comitê central do Partido Democrático Lituano (LDP), criado em outubro de 1902, e membro do conselho da Associação de Mulheres da Lituânia, desenvolvido em setembro de 1905. Sua casa tornou-se o ponto de encontro dos intelectuais; sessões de LDP ocorreram em sua casa.
Ela apoiou a Revolução Russa de 1905 fornecendo dinheiro, materiais e até armas para agitadores. Ela foi membro do comitê organizacional e delegada do Grande Seimas de Vilnius. A União Camponesa foi criada durante o Seimas e Bortkevičienė tornou-se o gerente de seu comitê central. A União propôs e o Seimas aprovou uma resolução pedindo o sufrágio universal sem distinção de sexo, religião ou nacionalidade. De acordo com as memórias de seus contemporâneos, ela falava pouco, mas estava envolvida em quase todos os aspectos da organização e administração do Seimas. Ela ajudou Ernestas Galvanauskas em sua fuga da Prisão de Panevėžys e voo para o exterior. Em 1906, a revolução estava enfraquecendo e o trabalho de Bortkevičienė mudou para a imprensa lituana, que se tornou legal. Ela publicou em periódicos como Lietuvos ūkininkas e Lietuvos žinios.
Em setembro de 1907, Bortkevičienė participou do Primeiro Congresso das Mulheres da Lituânia e, posteriormente, tentou impedir a divisão dentro do movimento das mulheres para os ramos católico e liberal. Ela também esteve envolvida em trabalhos de caridade, incluindo a sociedade Žiburėlis, que apoiou estudantes superdotados (Bortkevičienė foi seu presidente de 1903 a 1940) e o Fundo dos Mártires (Kankinių kasa) que apoiou ativistas perseguidos pelas autoridades czaristas (1904–1914). Por suas atividades anti-tsaristas, ela foi presa quatro vezes.  Ela foi presa pela primeira vez em 1907 por participar de uma reunião ilegal de professores. Seu marido foi preso na prisão de Lukiškės em 1906 por três meses; a experiência enfraqueceu sua saúde e depois de um longo tratamento ele morreu em janeiro de 1909. Antes da doença, ele tinha um emprego bem remunerado em uma fábrica militar. Ela usou a herança dele (cerca de 5 000 rublos) para financiar a publicação dos jornais Lietuvos ūkininkas e Lietuvos žinios. Em 1915, ela se tornou a primeira mulher maçona na Lituânia.

### Durante a Primeira Guerra Mundial

Bortkevičienė (sentada no meio) na Conferência Lituana em Estocolmo em 1917

Durante a Primeira Guerra Mundial, Bortkevičienė se transferiu para a Rússia e continuou seu trabalho público ativo. Ela começou a organizar ajuda para lituanos prussianos deportados da Lituânia Menor. Ela visitou suas comunidades em cidades ao longo dos Montes Urais e do rio Volga. A viagem durou cinco meses. A sua organização, a Lituânia Care (Lietuvių globa), apoiou cerca de 4 000 lituanos prussianos, manteve seis escolas primárias e quatro abrigos para idosos. Em abril de 1917, os lituanos decidiram organizar a conferência lituana em Petrogrado. Bortkevičienė foi membro de seu comitê organizador e, durante a conferência em maio de 1917, membro de sua Comissão de Educação. Durante a conferência, ela se opôs à independência total da Lituânia e, em vez disso, defendeu a autonomia dentro do Império Russo. Em poucos meses, ela se arrependeu do voto e considerou como um erro. Tornou-se tesoureira do recém-formado Partido Social-Democrata Popular Lituano. Em outubro de 1917, foi delegada da Conferência Lituana em Estocolmo. Após a conferência, ela morou em Copenhaga e trabalhou com o Movimento Internacional da Cruz Vermelha e do Crescente Vermelho, organizando ajuda para os prisioneiros lituanos de guerra na Alemanha.
Na primavera de 1918, ela retornou a Vilnius e retomou as atividades políticas, revivendo Lietuvos ūkininkas em novembro de 1918. Em dezembro de 1918, no início da Guerra Lituano-Soviética, o governo lituano estava em crise e Bortkevičienė encorajou Mykolas Sleževičius a assumir o comando e se tornar o primeiro-ministro. Sleževičius tentou convencê-la para Ministra de Provisões e Obras Públicas, mas membros do governo expressaram oposição em relação a uma ministra e, por esta razão, ela não foi escolhida. Enquanto o governo se transferia para Caunas, Bortkevičienė ficou em Vilnius. No início de 1919, Bortkevičienė e outras personalidades notáveis como Mečislovas Reinys, Jouzas Vailokaitis e Liudas Gira, foram presos como reféns pela República Socialista Soviética da Lituânia liderada por Vincas Mickevičius-Kapsukas. A RSS da Lituânia exigiu a libertação dos comunistas detidos pelo governo lituano. Ela passou seis meses presa em Lukiškės, Dunaburgo e Smolensk. Em 24 de julho, Vaclovas Sidzikauskas organizou a troca de prisioneiros em Daugailiai: 15 lituanos proeminentes, incluindo Bortkevičienė, por 35 comunistas.

### Após a Primeira Guerra Mundial
Em julho de 1919, Bortkevičienė retornou a Caunas. Em abril de 1920, como candidata da União Camponesa, foi eleita para a Assembleia Constituinte da Lituânia, mas devido à sua agenda lotada recusou o mandato. Tornou-se membro da Assembleia Constituinte em janeiro de 1921, quando substituiu o falecido Juozas Lukoševičius. Ela ajudou a preparar o Estatuto da Universidade da Lituânia e a Lei do Fundo do Paciente. A lei era particularmente importante para as mulheres, pois previa licença maternidade de seis semanas e proibia a rescisão do contrato de trabalho por motivo de gravidez. Durante as sessões da Assembleia, Bortkevičienė falou raramente, mas expressou suas opiniões sobre duas questões principais: a reforma agrária e a instituição do presidente.  Ela se opôs à devolução de terras confiscadas pelo regime czarista de igrejas e mosteiros. Ao discutir a constituição, ela também se opôs à criação da instituição do presidente. Ambas as medidas foram aprovadas pelos votos do Partido Democrata Cristão da Lituânia. Em 1926, ela concorreu nas eleições parlamentares como candidata da União Popular Camponesa da Lituânia. Ela não foi eleita para o Terceiro Seimas da Lituânia, mas foi nomeada Presidente da Lituânia. Ela recebeu um voto.

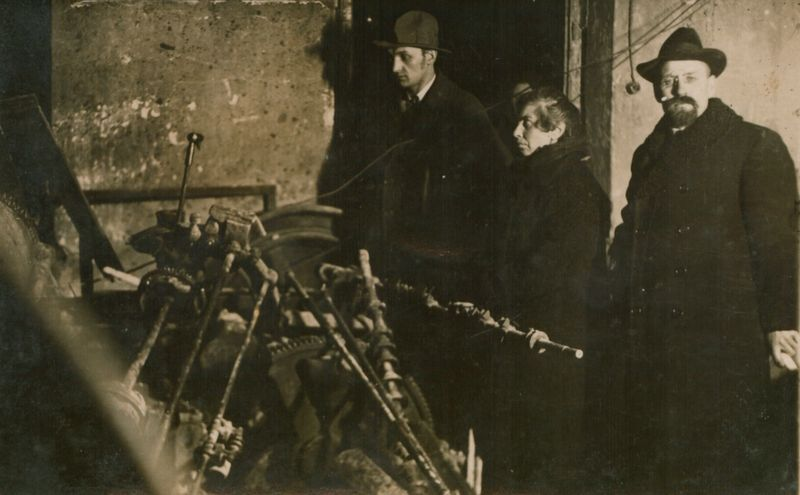
Bortkevičienė (no meio) olha para a imprensa destruída pela explosão, 1927

Em abril de 1920, junto com o Partido Popular Socialista Democrático Lituano (abreviatura em inglês: LPSDP), fundou a editora AB Varpas (sino), sendo diretora até 1930. Como o LPSDP dividia o espaço do escritório com a imprensa, na verdade, ela era responsável pelas finanças e pelas operações diárias do LPSDP. Em fevereiro de 1922, ela reviveu a publicação de Lietuvos žinios e Lietuvos ūkininkas. As publicações falaram abertamente sobre seus ideais e não se esquivaram das críticas ao governo pelo qual Bortkevičienė enfrentou multas e prisões. Só em 1923 houve 17 processos em que Bortkevičienė foi nomeada como o responsável. Por publicar uma caricatura do primeiro-ministro Vytautas Petrulis e do ministro da Defesa Leonas Bistras em outubro de 1925, ela foi multada em 2 000 litas ou prisão por 1,5 mês. Não tendo fundos suficientes, ela foi presa até que seus amigos arrecadassem dinheiro suficiente.
Durante toda a sua vida, Bortkevičienė fez campanha pelas liberdades democráticas e ficou particularmente chateada com o golpe de estado de dezembro de 1926 que trouxe o regime autoritário de Antanas Smetona. Suas publicações criticavam o regime direta ou indiretamente (por exemplo, por meio do exame dos efeitos negativos de outros regimes autoritários). Em 11 de março de 1927, a gráfica foi bombardeada por desconhecidos; ela morava em uma pequena casa perto da gráfica.  Em suas memórias, Kazys Grinius culpou Voldemarininkai pela explosão, mas o grupo foi criado apenas no final de 1927 e, portanto, essa narrativa era improvável. A explosão foi forte o suficiente para desmoronar dois andares do prédio e destruir impressoras. No entanto, o jornal não foi descontinuado – no mesmo dia, Lietuvos žinios foi impresso por uma prensa móvel diferente. Bortkevičienė reconstruiu o dispositivo em outubro de 1928. A publicação em Lietuvos žinios foi temporariamente suspensa pelos censores do governo quatro vezes; o último e mais longo tempo foi de seis meses para zombar de um filho de Benito Mussolini. Bortkevičienė fez campanha pela anistia de Jouzas Pajauijs, isto é, que recebeu uma sentença de morte por organizar um golpe anti-Smetona em 1927.
Em 1922, ela ajudou a recriar a União das Mulheres da Lituânia, que presidiu até 1928. Ela também foi membro de outras organizações de mulheres, incluindo o Comitê de Apoio às Mulheres da Lituânia e a Associação de Mulheres da Lituânia com Ensino Superior. Ela também participou do criação da Organização guarda-chuva e do Conselho das Mulheres da Lituânia em 1928, mas tornou-se seu oponente quando o Conselho foi financiado e usado como uma ferramenta política pelo regime de Smetona.
Quando a União Soviética ocupou a Lituânia em 1940, a imprensa foi nacionalizada, tirando o trabalho e os meios de vida de Bortkevičienė. Em 1945, ela foi presa e interrogada pelo NKVD várias vezes. Isso afetou negativamente sua saúde e ela morreu em outubro de 1945 em Caunas. Seu funeral foi supervisionado pelo NKVD; seu corpo foi transportado em um caminhão simples para Troškūnai e enterrado ao lado de sua irmã.